# José María García Verde
José María García Verde (Bilbao, 14 de marzo de 1896-Madrid, 26 de mayo de 1955) fue un ingeniero y político tradicionalista español. 

## Biografía
Nació en el seno de una familia profundamente católica. Era hijo del indiano Hermenegildo García Sanz (1850-1929) y de Cándida Verde Delgado (1860-1932). Su padre, vinculado al Partido Integrista, fue uno de los favorecedores del diario El Siglo Futuro y destacó por sus obras de caridad, llegando a fundar tres colegios para pobres en la provincia de Soria. El patriarca soriano, defensor de las tesis tradicionalistas, proporcionó a sus hijos una estricta educación cristiana y solía hablarles con admiración del presidente ecuatoriano Gabriel García Moreno, héroe de la causa católica.
Su familia había regresado a España desde Argentina, aunque mantuvieron allí negocios y volverían a ese país en ocasiones. Residieron primero en Bilbao, pero pasaban todos los veranos y parte del otoño en Soria y en Derroñadas, el pueblo natal de su padre.
Establecidos después en Madrid, José María García Verde presidió la Juventud integrista en la capital de España, destacándose durante la década de 1910 por sus mítines de propaganda.
Dedicado en un principio a la ingeniería, cambiaría posteriormente la carrera de ICAI por el campo y se fue a vivir a la campiña cordobesa, donde se dedicó a la agricultura y la ganadería.
Proclamada la Segunda República, retomó su militancia política. Mantuvo una estrecha amistad con el jefe provincial tradicionalista de Córdoba, José María de Alvear, y, a raíz del golpe de Estado de Sanjurjo el 10 de agosto de 1932, estuvo preso con él en la cárcel de Córdoba.
En 1934 fue designado jefe regional de la Comunión Tradicionalista en Andalucía Occidental en sustitución de Manuel Fal Conde y organizó a las Juventudes tradicionalistas de la región.
Junto con Juan José Palomino y José María García de Paredes, promovió también la prensa tradicionalista andaluza y llegó a regentar hasta seis diarios carlistas en la región, pertenecientes a la Impresora Bética.
Al producirse el alzamiento contra el gobierno de julio de 1936, actuó en Sevilla como comisario de guerra carlista. En 1937 no secundó el decreto de Unificación y se mantuvo fiel a Manuel Fal Conde, jefe delegado carlista, dimitiendo en julio de ese año del cargo que le había sido asignado por el partido único del bando sublevado.
Tras la guerra, volvió a desempeñar, de manera semiclandestina, el cargo de jefe regional tradicionalista de Andalucía Occidental. En febrero de 1947 participó en la primera asamblea general de jefes regionales de la Comunión Tradicionalista de la posguerra, que acordó presentar al general Franco la necesidad de cambiar el régimen de caudillaje por una «Monarquía Tradicional, Católica, Templada y Representativa».
Fue congregante mariano y terciario franciscano. Presidió la Casa de Ejercicios del Cerro de los Sagrados Corazones de San Juan de Aznalfarache. Entregado a la oración, fue devoto del rosario y, según Fal Conde, destacó por su proselitismo católico y caridad.
Tras su muerte, Fal Conde diría que el cardenal Pedro Segura no había encontrado «mejor colaborador en la propugnación de sus ideales santos» que José María García Verde y que la Comunión Tradicionalista no había tenido «carlista más fiel a los planes de los jefes, en la conspiración, en el reclutamiento, en la propaganda, en la lealtad al Rey».

## Familia
Tuvo por hermanos a Cándida, Hermenegildo, Carmen, Pilar, Tomasa, Celestino, Mercedes, Manuel, Ricardo y Ramón García Verde. En 1922 se casó con Mercedes Hernández-Ros y Codorniú, nieta de Ricardo Codorniu y prima de Juan de La Cierva, con quien tuvo por hijos a Mercedes, José Luis, Ramón, Rafael, Fernando, Ana María y Carmen García-Verde Hernández-Ros.
Su sobrina Mercedes de la Gándara García, hija de su hermana Cándida, se casó con Juan Sáenz-Díez, destacado dirigente carlista durante la guerra civil, el Franquismo y la Transición. Otro de sus sobrinos, José Luis Marín García-Verde (hijo de su hermana Tomasa), fue combatiente requeté y militar y estuvo implicado en los sucesos de Montejurra de 1976.
También Hermenegildo y José Ramón García Llorente, dos de los hijos de su hermano Hermenegildo García Verde, estuvieron muy implicados en el carlismo del último tercio del siglo XX; el primero participó a principios de la década de 1970 en la reconstitución de la Comunión Tradicionalista y el segundo fue un estrecho colaborador de Sixto Enrique de Borbón en las décadas de 1980 y 1990.